# Pollendera
Pollendera är ett släkte av skalbaggar. Pollendera ingår i familjen vivlar.
Kladogram enligt Catalogue of Life:
| Pollendera | \| \| Pollendera atomaria \| \| \| \| \| \| Pollendera parda \| \| \| \| |
|            | \| \| Pollendera atomaria \| \| \| \| \| \| Pollendera parda \| \| \| \| |
|            | Pollendera atomaria                                                      |
|            |                                                                          |
|            | Pollendera parda                                                         |
|            |                                                                          |